# Mont Kamen
Le mont Kamen (en russe : Камень) est la plus haute montagne du plateau de Poutorana, dans le kraï de Krasnoïarsk, en Russie. Cette montagne culmine à 1 678 mètres d'altitude.